# Олег Серебрян
Олег Дмитрович Серебрян (Серебріян, Серебріан; рум. Oleg Serebrian; нар. 13 липня 1969, Хедереуць, Окницький район, МРСР) — молдовський політичний діяч, письменник, політолог і дипломат; голова Конгресу Латинського союзу.
Випускник дипломатичного відділення Європейського інституту міжнародних досліджень у Ніцці (Франція), доктор політичних наук (1998). У 1993–1999 був співробітником молдовського МЗС. У 1999 подав у відставку з посади начальника Головного управління політичного аналізу та інформації та прес-секретаря МЗС Молдови, займаючи до 2003 року посаду проректора Молдовського вільного університету. У 2001 обраний головою Соціал-ліберальної партії (СЛП). З березня 2005 по липень 2010 був членом молдовського парламенту (у 2009 переобраний на другий термін). У лютому 2008, після об'єднання СЛП з Демократичною партією Молдови (ДПМ), став першим заступником голови ДПМ. З липня 2010 є послом Республіки Молдова у Франції.
Серебрян є автором декількох книг з геополітики балкансько-чорноморського регіону.

## Основні роботи
- Geopolitica spaţiului pontic, Editura Dacia, Cluj 1998
- Politosfera, Editura Cartier, Chişinău 2001
- Dicţionar de geopolitică , Editura Polirom, Iaşi 2006
- Despre geopolitică, Editura Cartier, Chişinău 2009
- Woldemar, Editura Cartier, Chișinău, 2018
- Pe Contrasens, Editura Cartier, Chișinău, 2021